# Cerodontha pygmaea
Cerodontha pygmaea este o specie de muște din genul Cerodontha, familia Agromyzidae. A fost descrisă pentru prima dată de Johann Wilhelm Meigen în anul 1830. Conform Catalogue of Life specia Cerodontha pygmaea nu are subspecii cunoscute.